# 인나이정 (오이타현)
인나이정(院内町)은 오이타현에 존재했던 정이다. 
2005년 3월 31일, 우사시, 우사군 아지무정과 신설합병해, 새로운 우사시가 되었다.

## 역사
- 1889년 4월 1일 - 정촌제 시행에 수반해 인나이촌 및 4개의 촌이 성립하였다.
- 1955년 1월 1일 - 인나이촌 및 4개의 촌이 대등합병에 의해 인나이촌이 성립하였다.
- 1960년 10월 1일 - 정으로 승격해 인나이정이 되었다.
- 2005년 3월 31일 - 우사시, 아지무정과 합병에 의해 (신) 우사시가 성립에 의해 소멸하였다.

## 교통

### 도로
- 국도 387호선